# Exitus 2: House of Pain

Exitus 2: House of Pain est un film allemand réalisé par Andreas Bethmann, sorti en 2008. Il s'agit du deuxième film de la duologie Exitus.

## Synopsis
Sophie ne s'est jamais remise du meurtre dont sa sœur, Monique, a été victime. Le corps de cette dernière n'ayant jamais été retrouvé et l'assassin jamais arrêté, la jeune fille ne peut s'empêcher de croire que Monique est toujours vivante et qu'elle pourrait être encore séquestrée par le maniaque. Afin de trouver des réponses à toutes les questions qui la hantent, Sophie accompagnée de sa meilleure amie décide de retourner dans la maison où les tortures, les viols et le meurtre de Monique se sont déroulés. Les deux jeunes filles vont alors vivre une nuit de terreur où le sexe, la perversion et le sadisme ne connaîtront plus de limites...

## Fiche technique
- Titre : Exitus 2: House of Pain
- Réalisation et scénario : Andreas Bethmann
- Production : Andreas Bethmann et  Castello Cinematographique
- Directeur de la photographie : Andreas Bethmann
- Musique : Andreas Bethmann
- Durée : 95 minutes
- Pays :  Allemagne
- Langue : allemand
- Date de sortie : 2008
- Genre : Érotique, pornographique, épouvante-horreur
- classification : interdit aux moins de 18 ans

## Distribution
- Renee Pornero
- Mia Magic
- Natascha Wetzig
- Alisha Laine
- Katharina Bukowski
- Marco Simonelli
- Suzi-Anne

## Autour du film
Le film considéré comme atroce, violent et à la limite du supportable, celui-ci est interdit dans de nombreux pays.